# Ganiyu Oseni
Ganiyu Bolaji Oseni (Osogbo, 19 settembre 1991) è un ex calciatore nigeriano, di ruolo attaccante.

## Carriera

### Nazionale
Nel 2007 ha vinto un Mondiale Under-17; in seguito ha giocato anche con la nazionale nigeriana Under-23.

## Palmarès

### Club

#### Competizioni nazionali
- Coppa di Russia: 1

CSKA Mosca: 2008-2009
- Campionato tunisino: 2

Espérance: 2010-2011, 2011-2012
- Coppa di Tunisia: 1

Espérance: 2010-2011
- Campionato vietnamita: 2

Hà Nội: 2018, 2019
- Coppa del Vietnam: 1

Hà Nội: 2019
- Supercoppa del Vietnam: 2

Hà Nội: 2018, 2019

#### Competizioni internazionali
- CAF Champions League: 1

Espérance: 2011

### Nazionale
- Campionato mondiale Under-17: 1

2007